# Japansk trana
Japansk trana (Grus japonensis) är en utrotningshotad östasiatisk art i familjen tranor.

## Utseende och läten

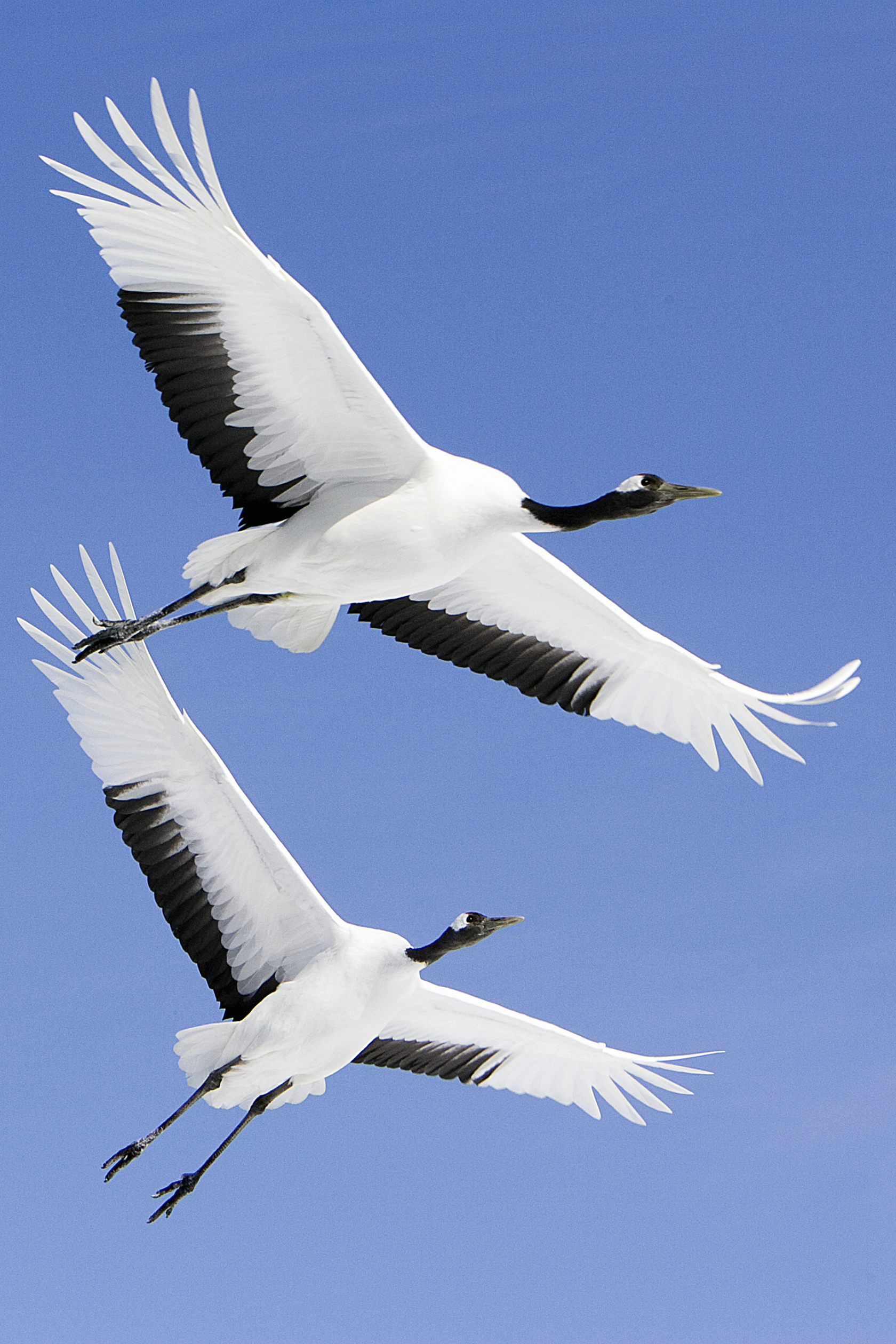
Flygande japanska tranor.

Japansk trana är en mycket stor och huvudsakligen vit trana. Dess kroppslängd uppmäts till 150 centimeter. Den är röd på hjässan och svart på ansikte och hals, men med en vit fläck från bakom ögat till huvudets baksida. I flykten syns att handpennorna är vita men armpennor och tertialer svarta. Liknande snötranan och trumpetartranan har svarta handpennor och vita halsar, medan svarthalsad trana har grå kropp. Lätena är ljusare och genomträngande.

## Utbredning och systematik
Arten häckar i Sibirien och Mongoliet samt på ön Hokkaido i Japan. Vintertid flyttar den till östra Kina och Korea, medan den japanska populationen är stannfågel. Tillfälligt har den påträffats i Taiwan.
Japansk trana är systerart till en grupp bestående av de asiatiska arterna munktrana och svarthalsad trana, amerikanska trumpetartranan och den i Europa förekommande tranan. Den behandlas som monotypisk, det vill säga att den inte delas in i några underarter.

## Levnadssätt
I Ryssland och Kina häckar den i våtmarker med gräs, vass eller säv. Vintertid och under flyttningen påträffas den i tidvattensslätter, saltträsk, vid floder, översvämmade gräsmarker och saliner.

## Status och hot
Internationella naturvårdsunionen IUCN kategoriserar arten som sårbar (VU). På relativt kort tid har arten minskat kraftigt i antal. Även om beståndet på Japan har vuxit till sig väsentligt de senaste årtiondena och är numera stabilt har populationen på det asiatiska fastlandet fortsatt att minska. Det totala beståndet är fortfarande också litet, bestående av 
mellan 2000 och 2650 vuxna individer.